# Randolph (Maine)
Randolph és una població dels Estats Units a l'estat de Maine (EUA). Segons el cens del 2000 tenia 1.911 habitants.

## Demografia
Segons el cens del 2000, Randolph tenia 1.911 habitants, 829 habitatges, i 536 famílies. La densitat de població era de 346,4 habitants/km².
Dels 829 habitatges en un 30,9% hi vivien nens de menys de 18 anys, en un 47,4% hi vivien parelles casades, en un 12,8% dones solteres, i en un 35,3% no eren unitats familiars. En el 30% dels habitatges hi vivien persones soles el 12,7% de les quals corresponia a persones de 65 anys o més que vivien soles. El nombre mitjà de persones vivint en cada habitatge era de 2,3 i el nombre mitjà de persones que vivien en cada família era de 2,82.
Per edats la població es repartia de la següent manera: un 24,9% tenia menys de 18 anys, un 7,1% entre 18 i 24, un 28% entre 25 i 44, un 23% de 45 a 60 i un 17% 65 anys o més.
L'edat mediana era de 39 anys. Per cada 100 dones de 18 o més anys hi havia 82,6 homes.
La renda mediana per habitatge era de 31.046 $ i la renda mediana per família de 38.920 $. Els homes tenien una renda mediana de 31.196 $ mentre que les dones 20.313 $. La renda per capita de la població era de 15.742 $. Entorn del 9,1% de les famílies i el 10,4% de la població estaven per davall del llindar de pobresa.